# Nemško matematično društvo
Nemško matematično društvo (nemško Deutsche Mathematiker-Vereinigung, okrajšava DMV) je glavno profesionalno društvo nemških matematikov. Vsako leto objavlja letno poročilo Jahresbericht der DMV.
Društvo so ustanovili 18. septembra 1890.
Med ustanovitelji je bil Georg Ferdinand Cantor in v njegovo čast od leta 1990 skoraj vsako drugo leto društvo podeljuje medaljo Georga Cantorja (Georg-Cantor-Medaille) matematikom, ki so povezani z nemškim jezikom.